# Dean Crawford
Dean Crawford, kanadski veslač, * 28. februar 1958, Victoria, Britanska Kolumbija, Kanada, † 6. december 2023.
Crawford se je z veslanjem začel ukvarjati leta 1978, bil pa je član kanadskega osmerca, ki je na Poletnih olimpijskih igrah 1984 v Los Angelesu osvojil zlato medaljo.